# La pell dura
La pell dura (títol original en francès: L'Argent de poche) és una pel·lícula de França dirigida per François Truffaut, estrenada el 1976. Ha estat doblada al català.

## Argument
La pel·lícula posa en escena nens a l'escola, en la seva vida diària a Thiers, així com en colònies de vacances.
També veiem la vida dels nens a l'escola al final del curs escolar. La majoria dels nens viuen una vida serena mostrada per la batuta característica de Truffaut, barrejant petits esdeveniments, maldecaps i penes, i sobretot pels nens, aprenentatge de la relació amb els altres, sota la mirada dels adultes. Diverses escenes tenen lloc en un cinema, durant la difusió d'actualitats. Un d' ells viu l'horror diari. Al final de la pel·lícula, aquest nen, Julien, és salvat de la seva mare i de la seva àvia maltractadores. És l'ocasió per l'ensenyant d'evocar el seu compromís amb els alumnes abans de marxar de vacances. Ha escollit ensenyar perquè ell també ha viscut una infantesa difícil. L'arribada de l'estiu i de la colònia de vacances serà l'ocasió dels primeres amors de Patrick, com una cloenda en forma d'esperança.

## Repartiment
- Philippe Goldmann: Julien
- Bruno Staab: Bruno
- Georges Desmouceaux: Patrick
- Laurent Devlaeminck: Laurent
- Nicole Félix: la mare de Grégory
- Chantal Mercier: Chantal Petit, Professora
- Jean-François Stévenin: Jean-François Richet, Professor
- Virginie Thévenet: Lydie Richet
- Tania Torrens: Nadine Riffle, la perruquera
- Marcel Berbert: El director d'escola
- René Barnérias: Monsieur Desmouceaux, pare de Patrick
- Sylvie Gresel: Sylvie
- Katy Carayon: la mare de Sylvie
- Jean-Marie Carayon: el pare de Sylvie, inspector de policia
- Annie Chevaldonné: la infermera
- Francis Devlaeminck: Monsieur Riffle, pare de Laurent
- Michel Dissart: Monsieur Lomay, agent de policia
- Michele Heyraud: Madame Deluca
- Paul Heyraud: Monsieur Deluca
- Jeanne Lobre: l'àvia de Julien
- Vincent Touly: el conserge
- Pascale Bruchon: Martine
- Éva Truffaut
- Claudio De Luca: Mathieu
- Franck De Luca: Franck

## Nominacions
- Globus d'Or a la millor pel·lícula estrangera

## Al voltant de la pel·lícula
- François Truffaut apareix en un "cameo" en els pre-crèdits, com ho feia un dels seus mestres, Alfred Hitchcock